# 電力系統利用協議会
一般社団法人電力系統利用協議会（でんりょくけいとうりようきょうぎかい、Electric Power System Council of Japan）は、送配電等業務の円滑な実施を支援することを目的とした一般社団法人である。2015年3月31日に解散した。電力系統利用協議会が担っていた役割は、2015年4月1日以降は新設の電力広域的運営推進機関が担っている。

## 概要
- 設立：2004年2月10日
- 解散：2015年3月31日
- 所在地：東京都千代田区神田神保町2-10-10
- 理事長：植草益